# الحياة البرية في لبنان
الحياة البرية في لبنان هي النباتات والحيوانات في لبنان، وهي دولة تقع في الطرف الشرقي للبحر الأبيض المتوسط. يوجد في البلد أربع مناطق جغرافية رئيسية: السهل الساحلي وجبل لبنان ووادي البقاع وجبال لبنان. المناخ هو مناخ البحر الأبيض المتوسط، والأجزاء الساحلية التي تتميز بصيف حار رطب وشتاء بارد ورطب، في حين أن المناطق المرتفعة في الداخل بها فصول الشتاء الباردة مع تساقط الثلوج حتى الصيف. تقدم البلاد مجموعة متنوعة من الموائل للحياة البرية بما في ذلك الجبال والوديان والمستنقعات والسهول الساحلية والمستنقعات المالحة والسواحل البحرية.

## الجغرافيا

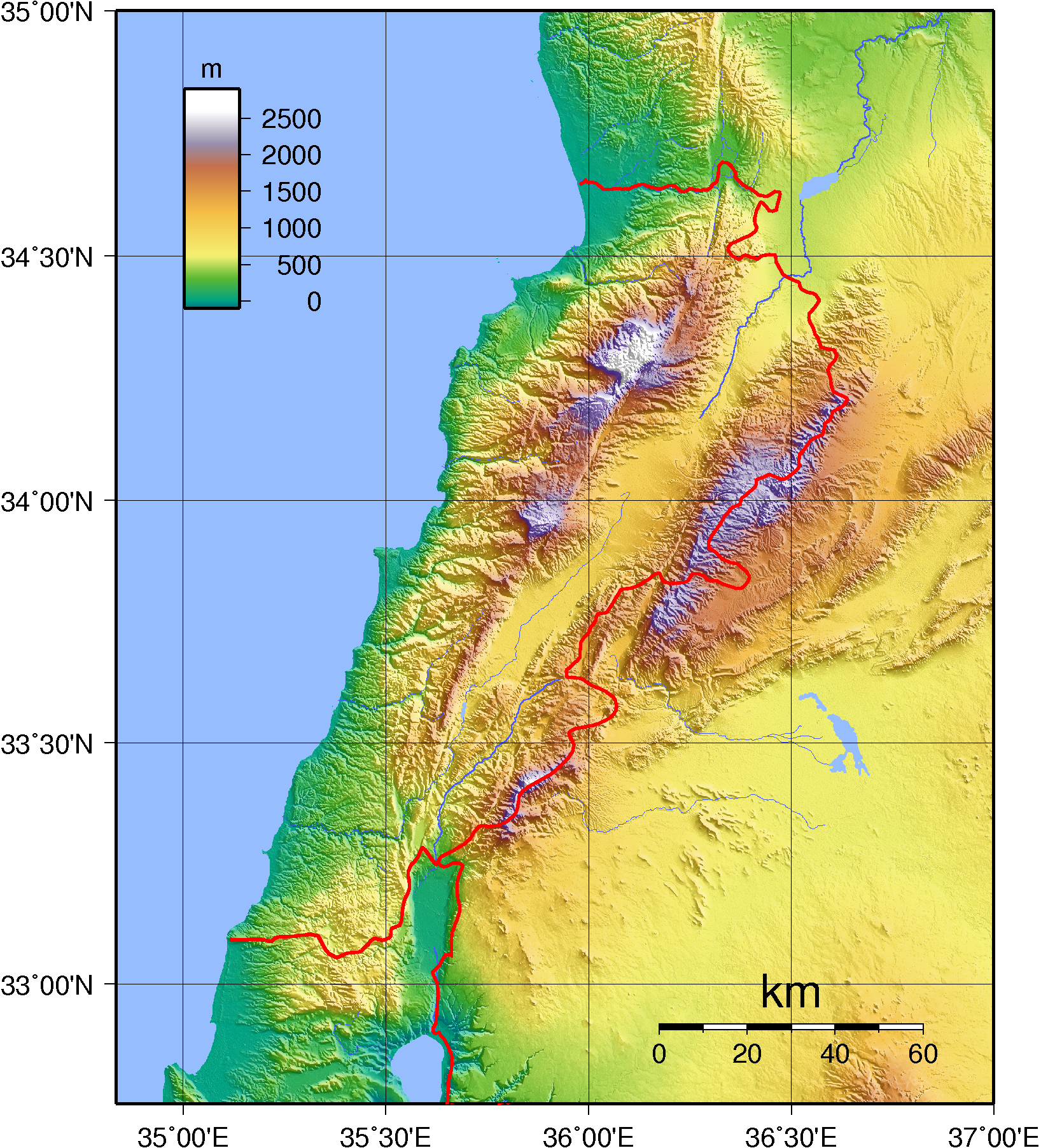
خريطة طبوغرافية للبنان

الشريط الساحلي ضيق نسبياً وهي منطقة خصبة تُزرع بشكل مكثف. من الداخل، ترتفع سفوح جبل لبنان بشكل حاد. تمتد سلسلة الجبال بالتوازي مع الساحل ويبلغ طولها حوالي 170 كم (110 ميل) وعرضها 56 كم (30 ميل) في أوسع نقطة لها، وأكثر من 3000 متر (9,800 قدم) في أعلى نقطة لها. ينقسم هذا النطاق من جبال لبنان الشرقية إلى وادي البقاع، وهو جزء من نظام وادي الصدع العظيم. ينبع نهرين في هذا الوادي الذي يبلغ عرضه حوالي 16 كم (10 ميل)؛ يتدفق نهر العاصي شمالاً إلى سوريا بينما يتدفق نهر الليطاني جنوبًا وغربًا قبل دخول البحر الأبيض المتوسط. تحتوي هذه المنطقة الخصبة على مزارع الكروم وتنمو الحبوب والخضروات والفواكه. إلى الشرق من سهل البقاع؛ تتجه جبال لبنان المناهضة في اتجاه الجنوب الغربي والشمال الشرقي وتشكل قمة السلسلة الحدود بين لبنان وسوريا. القمم هنا أقل قليلاً من جبل لبنان، وتباين درجات الحرارة اليومي أكبر والشتاء بارد.
يمتد ساحل البحر المتوسط لحوالي 225 كم (140 ميل). يغطي السهل الساحلي حوالي 16 في المائة من مساحة لبنان ولكن يسكنه ثلاثة أرباع السكان. الساحل نفسه مسطح في الغالب مع الخلجان الرملية والمستنقعات المالحة وعدد قليل من الرؤوس الصخرية، ولكن الافتقار إلى التخطيط الحضري يعني أن الكثير من الشريط الساحلي قد شهد تطوراً عشوائياً، مع إيداع المواد اللازمة لاستصلاح الأراضي وبناء الطرق السريعة. يطرح التلوث أيضًا مشكلة للحياة البرية الساحلية.

## النباتات

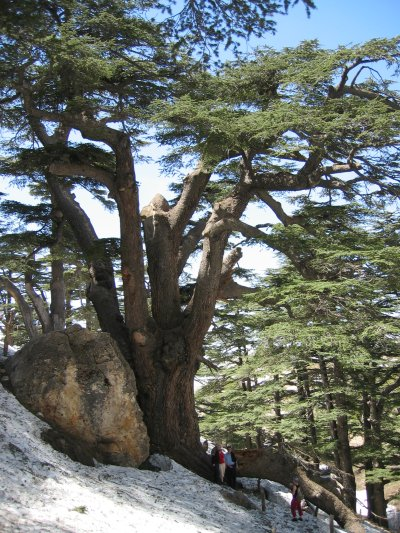

تعرضت النباتات الطبيعية في لبنان للتهديد من الاستغلال المفرط والتهشيم؛ نتيجة للتوسع الحضري والإفراط في الرعي والسياحة وتأثير الحرب. أرز لبنان هو الرمز الوطني للبلد. تنمو في سلسلة جبال لبنان، وقد تم حصاد هذه الأشجار بشكل كبير على مر السنين بسبب الأخشاب الثمينة التي لا تزال قليلة والأرز الناضجة لا تزال الأرز شائعة للغاية في الغابات الجبلية والقرى في لبنان. العديد من المحميات لديها الآلاف المزروعة.
ومع ذلك، فإن لبنان مشجرة بشكل أشد كثافة من معظم البلدان الأخرى في المنطقة؛ حيث توجد أشجار الصنوبر والبلوط والتنوب والزان والسرو والعرعر في المناطق الجبلية على الرغم من أن وادي البقاع به غطاء شجرة قليل. حيث تم استخراج الأخشاب وتدمير الغابات، وتولى فرك. في منطقة جبل لبنان، هذا هو في الغالب سيراتونيا والبلوط والفستق، وفي النطاق المناهض للبنان يكون الفرك في الغالب من الفستق واللوز البري. تُزرَع الأشجار الأصلية الأخرى مثل التفاح البري اللبناني وشجرة يهوذا والقيقب السوري بشكل تجريبي كاستراتيجية للحفظ لمعرفة ما إذا كانت قابلة لإنتاج الحاويات.
تأسست محمية أرز الشوف الطبيعية في عام 1996 للحفاظ على موقف أرز قديم في وسط لبنان. ويغطي مساحة 550 كم2 (212 ميل مربع)، أي ما يعادل 5.3٪ من إجمالي مساحة البلاد، ويشمل 620 هكتار (1500 فدان) من غابات الأرز التي مع استبعاد الثروة الحيوانية تتجدد بنجاح. هناك 24 نوعًا من الأشجار في المحمية و 436 نوعا من النباتات، بما في ذلك حوالي 48 التي هي مستوطنة في لبنان وسوريا وتركيا. هناك بعض الذئاب وغيرها من الثدييات الكبيرة في هذا الاحتياطي أيضًا. توجد ثدييات خارج المحميات لكنها ليست آمنة، وتتعقب الفئران والأرانب والقمامة بجوار القرى.
مع الانخفاض في غطاء الأشجار، تأتي زيادة في تآكل التربة وبدأت الحكومة برنامج زراعة الأشجار في محاولة للحد من الأضرار البيئية وأعداد كبيرة من الأشجار، بما في ذلك الأرز والبلوط والقيقب والعرعر. مبادرة إعادة التحريج في لبنان هي برنامج دولي أنشأته دائرة الغابات في الولايات المتحدة بتمويل من وكالة الولايات المتحدة للتنمية الدولية في عام 2014.
بصرف النظر عن الأشجار، هناك عدد كبير من النباتات المزهرة والسراخس والطحالب في البلاد. تتفتح العديد من النباتات بعد هطول الأمطار في فصل الشتاء، وتنبت النباتات السنوية في هذا الوقت وتنمو وتزهر وتضع البذور في حين أن التربة رطبة بدرجة كافية لدعمها. ومن بين النباتات المستوطنة في البلاد البنفسج اللبناني المهدّد بالانقراض، الموجود في المناطق الصخرية الشجيرة في الجانب الغربي من جبل لبنان.

## الحيوانات

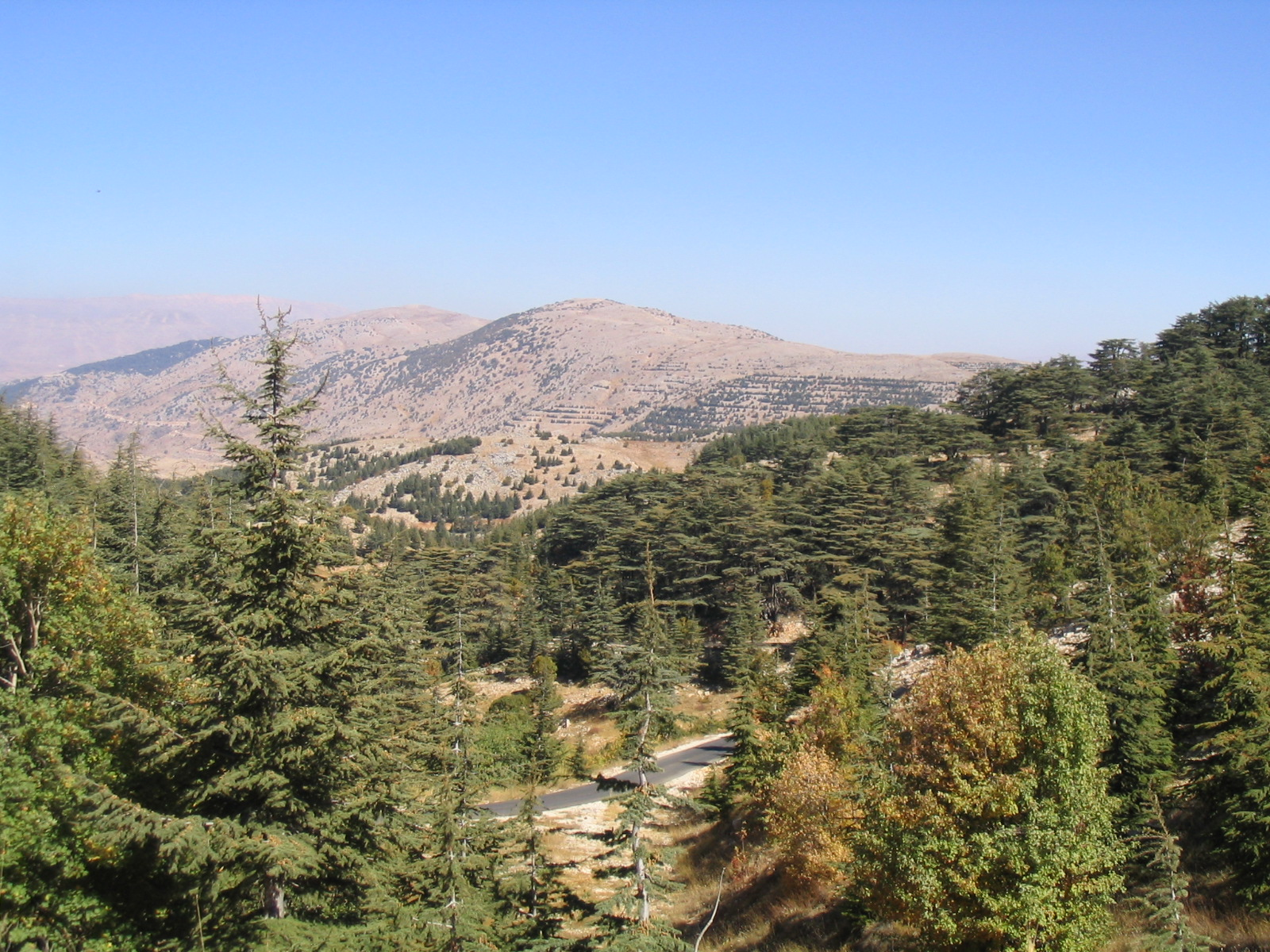
محمية أرز الشوف

عُثِر العثور على الفئران العمياء في منطقة الشرق الأوسط وغرنثر غونتر في الحقول المزروعة وتعتبر آفات. تم العثور على صخور الهيركس في الموائل الصخرية في الجبال العالية. توجد أنواع قليلة من الثدييات الكبيرة في لبنان بسبب ضغط الصيد، والرعي المفرط للماشية المنزلية وتزايد كميات الأراضي المزروعة بكثافة.
تتضمن حيوانات الرعي الوعل النوبي، والأيل الأسمر الفارسي وغزلان الروي.

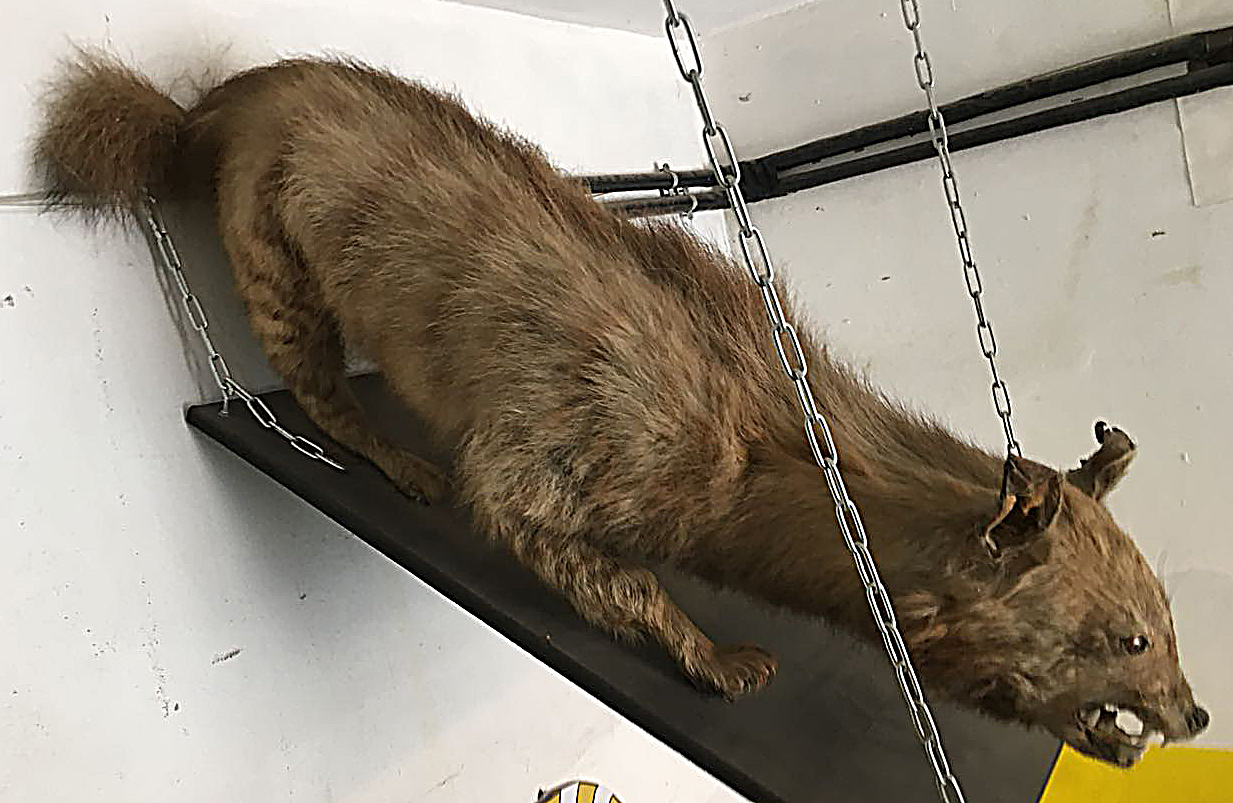
تمثال محشي لضحينة لبنانية مخططة معروضة في متجر لصياد محلي يقيم بالقرب من وادي قاديشا، لبنان.

بالنسبة للحيوانات المفترسة الكبيرة، يمكن العثور على الذئب الرمادي في محمية الشوف للمحيط الحيوي والمحميات الطبيعية في جميع أنحاء لبنان وغيرها من الغابات في لبنان. الضبع المخطط هو حيوان لبنان الوطني ونادراً ما يُرى، ولا يخرج إلا ليلًا. لقد انقرضت في بعض المناطق، لكن بعضها يزدهر ويسرق الماشية والقمامة في القرى. يبحث الآخرون عن الأرانب والسناجب والجرذان والفئران ونادراً ما الغزلان أو الماعز. فهي خجولة للغاية، ويزعم أنها لن تقترب من أي إنسان. ومع ذلك، حتى وقت قريب من عام 2018، هناك مشاهدات مؤكدة من قبل سكان منطقة وادي قاديشا، حيث يزعم الصيادون المحليون أنهم أطلقوا النار وقتلوا الضباع المخططة. الثعلب الأحمر شائع جدًا أيضًا، حيث يعيش في جميع المناطق، ويتناول معظمه القوارض والماشية والقمامة. كان الدب البني السوري منقرضًا في لبنان منذ عام 1958 تقريبًا، ولكن في ديسمبر 2016 ، كان هناك رؤية دب وشبله يتجولان في الثلج. بعد ذلك أكدت الحكومة أنها دب بني سوري. من الغريب أن يتجول الدب في فصل الشتاء، حيث عادة ما يكون سبات. قامت الحكومة اللبنانية بحماية المنطقة التي شوهدت فيها الدببة للحصول على خصوصية إضافية من البشر. قد لا تزال الغزال الجبلي موجودًا في المناطق النائية من الجنوب، وهناك مناطق محمية يمكن إعادة إدخالها فيها.
يمكن العثور على الخنزير البري في منطقة البقاع، في عبوات من 20 شخصًا أو نحو ذلك، يركضون للبحث عن الطعام.
ابن آوى الذهبي شائع نسبيًا في لبنان، وهناك البعض بجوار القرى في الغابة والبعض الآخر في المحميات الطبيعية.
قد لا يزال ابن آوى السوري موجودًا في المناطق البرية الصغيرة من الساحل.
الثعلب الأحمر في موقف مماثل مع الذهبي ابن آوى.
أكثر الثدييات شيوعًا في لبنان: القطط البرية، الضباع المخططة، وابن آوى، والنمس المصري، وابن عرس صغير، وخز الزان، وقضاعة أوراسية، والغرير الأوروبي، وغرير العسل، والدب البني السوري، والذئب الرمادي، وابن عرس منتن مجزع، والتفة، وعناق الأرض، والثعالب الحمراء، والنيص والسناجب. القوارض هي مجموعة ضخمة من الثدييات في جميع أنحاء العالم وممثلة تمثيلًا جيدًا في لبنان، وتشمل هذه المجموعة السنجاب، النيص (وكذلك الزغبيات والفئران والجرذان وفئران الحقل وفئران الخلد والهامستر والجرد والجربوع. أيضًا في البقاع تعد بحيرة اليمونة موطن الأسماك المستوطنة الوحيدة في البلاد، و Pseudophoxinus libani. يوجد حوالي 31 نوعًا من الزواحف والبرمائيات في هذه المنطقة، بما في ذلك السلاحف والحرباء والعديد من الثعابين والسحالي والضفادع والضفادع.

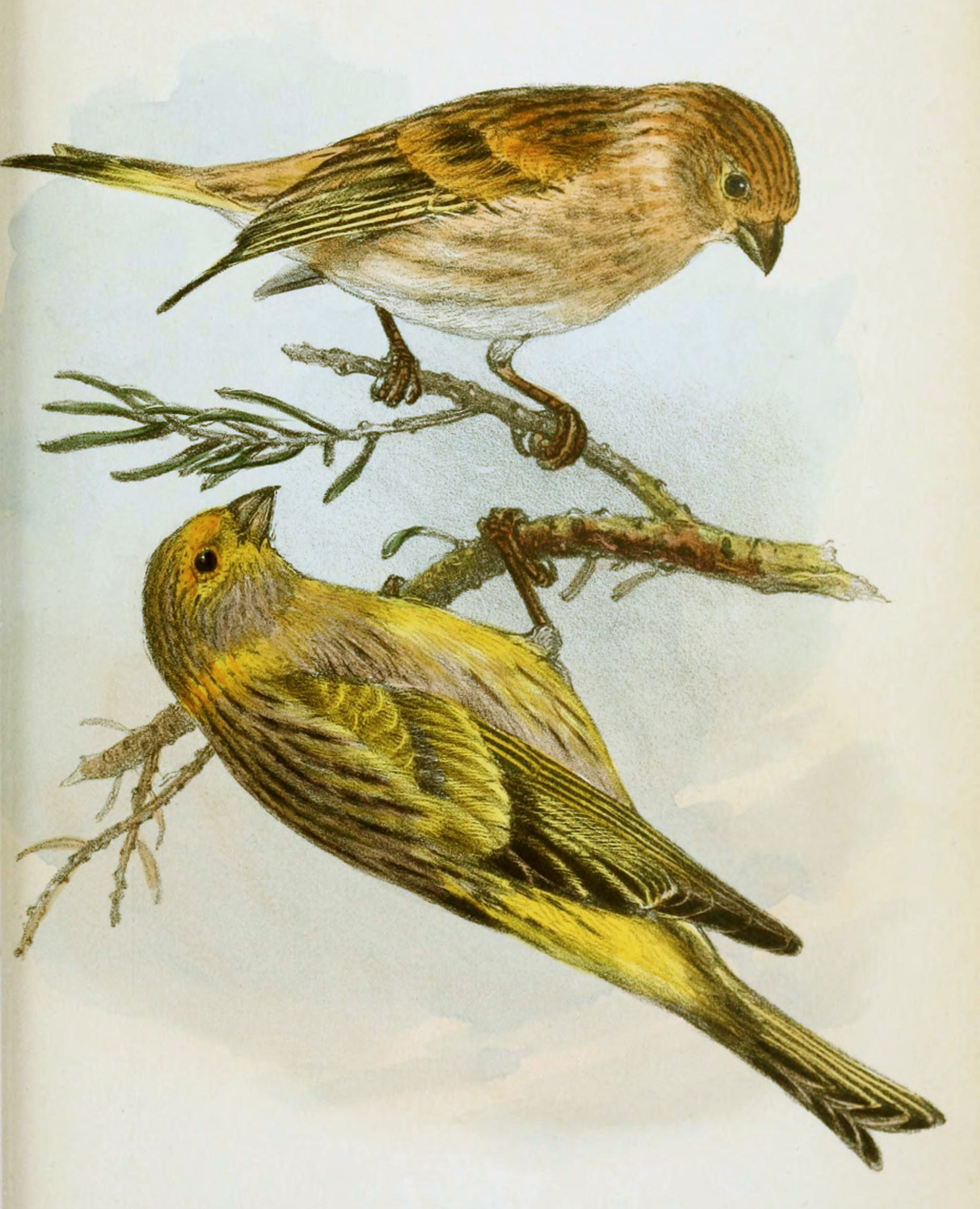
طيور النعار السوري

مستنقع عميق هي محمية المحيط الحيوي في وادي البقاع وهي أكبر منطقة رطبة في البلاد، تغطي مساحة قدرها 250 هكتار (620 فدان) من المستنقعات والبحيرات. إنه موقع مهم للطيور المهاجرة وسُجِّلَ أكثر من 250 نوعًا من الطيور هناك بما في ذلك الندرة مثل البطة الحديدية، والشنقب الكبير، وعويسق، والعقاب السعفاء الكبرى. في جبال الشوف القريبة، توجد أنواع مثل النعار السوري المستوطن، والبومة القرناء، وحجل شوكار، والصقر الجراح.
محمية جزر النخيل الطبيعية هي عبارة عن مجموعة من ثلاث جزر صخرية منخفضة منخفضة تقع على بعد 5.5 كيلومتر (3.4 ميل) قبالة الشاطئ والمنطقة البحرية المجاورة. تم تصنيفها كمنطقة مهمة للطيور من قبل جمعية الطيور العالمية، لأنها نقطة توقف للطيور المائية المهاجرة. من بين 156 نوعًا سُجِّلَت هنا هي دريجة شرسة، والبلشون الرمادي، والذعرة البيضاء ونورس أدوين. تُستخدم الشواطئ للتكاثر عند السلحفاة البحرية ضخمة الرأس والسلحفاة البحرية الخضراء، وقد شوهدت فقمة الراهب المتوسطية المهددة بالانقراض هنا.